# ディエゴマー・マークウェル
- ディエゴマー・マークウェル
- ディエゴマー・マルクウェル

ディエゴマー・レイムンド・マークウェル（Diegomar Raymundo Markwell, 1980年8月8日 - ）は、オランダ領アンティルのキュラソー島シャープワイク出身の元野球選手（投手）。左投げ左打ち。
台湾球界での登録名は威爾。

## 経歴

### プロ入りとブルージェイズ傘下時代
トロント・ブルージェイズと契約を結びプロ入りした。当時、17歳だった。
1997年は傘下ショートシーズンAのセントキャサリンズ・ブルージェイズでプレーした。同年は16試合(11試合で先発)登板し、1勝6敗、防御率4.96、33奪三振を記録した。
1998年も傘下ショートシーズンAのセントキャサリンズでプレーした。同年は17試合(5試合で先発)に登板し、5勝3敗、防御率5.54、40奪三振を記録した。
1999年も傘下ショートシーズンAのセントキャサリンズでプレーした。同年は14試合(13試合で先発)登板し、3勝4敗、防御率7.58、54奪三振を記録した。
2000年は傘下ショートシーズンAのクイーンズ・キングでプレーした。14試合(13試合で先発)登板し、4勝3敗、防御率3.05、66奪三振を記録した。その後、傘下Aのヘイガーズタウン・サンズでプレーした。2試合に登板した。
2001年は傘下Aのチャールストン・アーリーキャッツでプレーした。22試合(21試合で先発)登板し、5勝7敗、防御率3.87、99奪三振を記録した。その後、傘下アドバンスAのダニーデン・ブルージェイズでプレーした。5試合に先発登板し、3勝1敗、防御率3.21、26奪三振を記録した。
2002年は傘下AAのテネシー・スモーキーズでプレーした。同年は28試合(27試合で先発)登板し、13勝9敗1セーブ、防御率4.38、101奪三振を記録した。
2003年は傘下AAのニューヘブン・レイブンズ(現：ニューハンプシャー・フィッシャーキャッツ)でプレーした。同年は28試合(19試合で先発)登板し、5勝7敗、防御率7.04、69奪三振を記録した。同年に解雇された。

### ブルージェイズ退団後
2004年にはアテネオリンピックのオランダ代表に選出された。この大会以降、オランダ代表の常連となる。
2006年3月に開催された第1回ワールド・ベースボール・クラシック(WBC)のオランダ代表に選出された。

### 台湾球界時代
2007年3月9日に台湾の野球リーグである中華職業棒球大聯盟(CPBL)の誠泰コブラズに入団した。
しかし、成績は奮わず、同月29日に退団した。

### オランダ球界時代
2007年シーズン途中に母国オランダのプロ野球リーグであるホーフトクラッセのDOORネプテューヌスに入団した。同年は13試合に先発登板し、9勝1敗、防御率1.45、62奪三振を記録した。
2008年は15試合に先発登板し、9勝5敗、防御率2.37、51奪三振を記録した。
2009年開幕前の3月に開催された第2回WBCのオランダ代表に選出され、2大会連続2度目の選手となった。
シーズンでは15試合に先発登板し、10勝2敗、防御率1.82、83奪三振を記録した。
2010年は12試合に先発登板し、9勝1敗、防御率1.32、54奪三振を記録した。
2011年は13試合に先発登板し、10勝1敗、防御率1.71、50奪三振を記録した。
オフの9月20日に第39回IBAFワールドカップのオランダ代表に選出された。同大会ではヨーロッパの国としては、1938年大会のイギリス代表以来73年ぶりの優勝を果たした。この栄誉を称えて代表24人全員に「サー」の爵位が贈られ、マークウェルにも贈られた。
2012年は12試合に先発登板し、11勝1敗、防御率1.34、62奪三振を記録した。
2013年開幕前の3月に開催された第3回WBCのオランダ代表に選出され、3大会連続3度目の選出を果たした。
シーズンでは10試合に先発登板し、6勝2敗、防御率1.19、61奪三振を記録した。
オフにはベネズエラのウィンターリーグであるリーガ・ベネソラーナ・デ・ベイスボル・プロフェシオナルに参加し、レオネス・デル・カラカスに所属した。ここでは、18試合(1試合で先発)登板し、1勝0敗、防御率3.97、8奪三振を記録した。
2014年9月2日に第1回フランス国際野球大会のオランダ代表に選出された。同大会でオランダ代表は初代優勝国となった。大会終了後の12日に、今度は第33回ヨーロッパ野球選手権大会のオランダ代表に選出された。同大会ではオランダ代表が大会の記録である自国の20回の優勝を塗り替える3大会振り21度目の優勝を果たした。
2015年2月17日に「GLOBAL BASEBALL MATCH 2015 侍ジャパン 対 欧州代表」の欧州代表に選出された。3月11日の第2戦に先発登板し、大島洋平を牽制死するなど、3回を投げ勝利投手となっている。
4月13日に第15回ワールドポート・トーナメントと第1回WBSCプレミア12のオランダ代表候補選手に選出された。
シーズンでは5月7日のファーセン・ピオニールス戦で、ネプテューヌスでの通算100勝を記録した。6月30日に第15回ワールドポート・トーナメントのオランダ代表に選出された。
オフの10月12日に第1回WBSCプレミア12のオランダ代表候補選手36名に選出され、10月20日に第1回WBSCプレミア12のオランダ代表選手28名に選出された。
2016年1月18日にキューバ代表との強化試合のオランダ代表に選出されたが、同試合は雨天中止となった。7月9日に第28回ハーレムベースボールウィークのオランダ代表に選出された。8月25日に第2回フランス国際野球大会のオランダ代表に選出された。9月7日に2016年ヨーロッパ野球選手権大会のオランダ代表に選出された。両大会で優勝を果たした。10月18日に日本代表との強化試合のオランダ代表に選出された。
2017年開幕前の2月7日に同年のアメリカ遠征のオランダ代表に選出された。2月9日に第4回WBCのオランダ代表に選出され、4大会連続4度目の選出を果たした。オフの10月13日にイタリア代表との親善試合である「ヨーロピアン・ベースボール・シリーズ」のオランダ代表に選出された。
2023年5月25日に現役引退を発表。今後はオランダ代表の投手コーチに就任する。

## プレースタイル
サイド気味のフォームから140km/h前後のストレートとスライダーを中心とした投球が特徴で、他にカーブ、チェンジアップを投げる。

## 詳細情報

### 年度別投手成績
| 年 度     | 球 団     | 登 板 | 先 発 | 完 投 | 完 封 | 無 四 球 | 勝 利 | 敗 戦 | セ 丨 ブ | ホ 丨 ル ド | 勝 率 | 打 者 | 投 球 回 | 被 安 打 | 被 本 塁 打 | 与 四 球 | 敬 遠 | 与 死 球 | 奪 三 振 | 暴 投 | ボ 丨 ク | 失 点 | 自 責 点 | 防 御 率 | W H I P |
| --------- | --------- | ----- | ----- | ----- | ----- | -------- | ----- | ----- | -------- | ----------- | ----- | ----- | -------- | -------- | ----------- | -------- | ----- | -------- | -------- | ----- | -------- | ----- | -------- | -------- | ------- |
| 2007      | 誠泰      | 3     | 2     | 0     | 0     | 0        | 0     | 1     | 0        | 0           | .000  | 34    | 5.0      | 11       | 1           | 9        | 0     | 1        | 3        | 0     | 0        | 8     | 8        | 14.40    | 4.00    |
| CPBL：1年 | CPBL：1年 | 3     | 2     | 0     | 0     | 0        | 0     | 1     | 0        | 0           | .000  | 34    | 5.0      | 11       | 1           | 9        | 0     | 1        | 3        | 0     | 0        | 8     | 8        | 14.40    | 4.00    |

- 2010年度シーズン終了時

### 背番号
- 36 （2007年）

### 代表歴
- 2004年アテネオリンピック野球オランダ代表
- 2006 ワールド・ベースボール・クラシック・オランダ代表
- 2008年北京オリンピック野球オランダ代表
- 2009 ワールド・ベースボール・クラシック・オランダ代表
- 2011 IBAFワールドカップ オランダ代表
- 2013 ワールド・ベースボール・クラシック・オランダ代表
- 2014年フランス国際野球大会オランダ代表
- 2014年ヨーロッパ野球選手権大会オランダ代表
- 2015 ワールドポート・トーナメント オランダ代表
- 2015 WBSCプレミア12 オランダ代表
- 2016 ハーレムベースボールウィーク オランダ代表
- 2016年フランス国際野球大会オランダ代表
- 2016年ヨーロッパ野球選手権大会オランダ代表
- 2017 ワールド・ベースボール・クラシック・オランダ代表
- 2019年ヨーロッパ野球選手権大会オランダ代表
- 2019 WBSCプレミア12 オランダ代表